# Antropología estructural
Antropología estructural es una compilación de textos de Claude Lévi-Strauss que abordan cuestiones relevantes del método de la Antropología Social. El libro apareció en 1958 en París bajo el título de Anthropologie Sociale, editado por Librairie Plon. La primera edición en español fue traducida por Eliseo Verón y publicada por la Editorial Universitaria de Buenos Aires (Eudeba) en 1961. La obra es considerada como un clásico de la Antropología Social, y particularmente de la antropología estructuralista, corriente teórica que se desarrolló sobre la base del pensamiento de Lévi-Strauss. 

## Contenido
La versión original en francés está compuesta por diecisiete textos de Lévi-Strauss, con un breve prefacio escrito por él mismo donde explica que de los más de cien textos que escribió a lo largo de 30 años antes de la publicación del libro, en este libro se encuentran sólo aquellos que le parecieron “menos indignos de existir” (p. XIX). La edición de Eudeba contiene adicionalmente el texto íntegro de la clase inaugural dictada por Lévi-Strauss con motivo de la inauguración de la Cátedra de Antropología Social del Colegio de Francia el 5 de enero de 1960 (Verón, 1977: XVI). Las secciones y los textos que se encuentran en Antropología estructural son los siguientes:
- Introducción

I. “Historia y etnología”
- Lenguaje y parentesco

II. “El análisis estructural en lingüística y en antropología”
III. “Lenguaje y sociedad”
IV. “Lingüística y antropología”
V. “Apéndice de los capítulos III y IV”
- Organización social

VI. “La noción de arcaísmo en etnología”
VII. “Las estructuras sociales en el Brasil central y oriental”
VIII. “¿Existen las organizaciones dualistas?”
- Magia y religión

IX. “El hechicero y su magia”
X. “La eficacia simbólica”
XI. “La estructura de los mitos”
XII. “Estructura y dialéctica”
- Arte

XIII. “El desdoblamiento de la representación en el arte de Asia y América”
XIV. “La serpiente con el cuerpo lleno de peces”
- Problemas de método y enseñanza

XV. “La noción de estructura en etnología”
XVI. “Apéndice del capítulo XV
XVII. “Lugar de la antropología entre las ciencias sociales y problemas planteados por su enseñanza”.